# Massimo Colaci
Massimo Colaci (Gagliano del Capo, 21 febbraio 1985) è un pallavolista italiano, libero della Sir Safety Perugia.

## Carriera

### Club
Inizia la sua carriera nella Pallavolo Falchi Ugento, squadra della Città di origine e residenza sua e della sua famiglia. Qui inizia giocando da palleggiatore, ma la sua propensione per la difesa lo convinsero a dedicarsi al ruolo di libero. Con la formazione leccese scalò i campionati minori, giungendo nel 2006 alla Serie B1.
Nel 2007 venne ingaggiato dal Volley Corigliano, che lo lanciò sul palcoscenico della Serie A1. Al termine della stagione la squadra calabrese retrocesse, e nell'ottobre del 2008 fallì; il 16 ottobre venne ingaggiato dalla BluVolley Verona. Dopo due stagioni in terra scaligera venne ingaggiato dalla Trentino Volley, che lo scelse come secondo di Andrea Bari.
Il nuovo regolamento FIVB sul cambio volante del libero gli permise di scendere molto in campo: l'allenatore Radostin Stojčev lo utilizzò in fase di difesa, lasciando al collega Andrea Bari la fase di ricezione. Nel 2013, con la partenza di Bari, assume il ruolo di libero "unico" titolare.
Nel campionato 2017-18 si trasferisce alla Sir Safety Perugia, vincendo sei Supercoppe italiane, quattro Coppe Italia, due scudetti, due campionati mondiali per club ed una Champions League.

### Nazionale
La sua carriera nella nazionale italiana inizia nel 2014, quando il commissario tecnico Mauro Berruto decise di convocarlo in vista della World League, terminata poi al 3º posto al termine della final four di Firenze. Il suo esordio in campo con la maglia azzurra è avvenuto il 13 giugno contro la Polonia.
Prende parte alla spedizione azzurra al Campionato mondiale 2014; l'anno seguente vince la medaglia d'argento alla Coppa del Mondo e quella di bronzo al Campionato europeo, quindi nel 2016 conquista l'argento ai Giochi della XXXI Olimpiade e nel 2017 l'argento alla Grand Champions Cup.

## Palmarès

### Club
- Campionato italiano: 5

2010-11, 2012-13, 2014-15, 2017-18, 2023-24
- Coppa Italia: 6

2011-12, 2012-13, 2017-18, 2018-19, 2021-22, 2023-24
- Supercoppa italiana: 8

2011, 2013, 2017, 2019, 2020, 2022, 2023, 2024
- Campionato mondiale per club: 5

2010, 2011, 2012, 2022, 2023
- Champions League: 2

2010-11, 2024-25